# برنارد كورتوا
برنارد كورتوا (بالفرنسية: Bernard Courtois )‏ (و. 1777 – 1838 م) هو كيميائي فرنسي، ولد في ديجون، توفي في باريس، عن عمر يناهز 61 عاماً.

## التعليم
تعلم في المدرسة المتعددة التكنولوجية.